# دیر علی
دیر علی (به عربی: دیر علی) یک روستا در سوریه است که در الکسوه واقع شده‌است. دیر علی ۴٬۳۶۸ نفر جمعیت دارد.